# Mestaruussarja 1937
Die Mestaruussarja 1937 war die achte Spielzeit der finnische Fußballmeisterschaft seit deren Einführung im Jahre 1930. Sie wurde unter acht Mannschaften vom 9. Mai bis 17. Oktober ausgespielt. Meister wurde Helsingfors IFK vor Titelverteidiger HJK Helsinki.

## Modus
Eine Neuerung gab es im Abstiegssystem: Nachdem bislang die zwei Tabellenletzten immer direkt abgestiegen waren, wurde nun eine Relegation eingeführt. Der Tabellensiebente spielte gegen die zweitbeste Zweitligamannschaft. Für 1937 bedeutete dies, dass in der Relegation Vaasa IFK und der Vaasan PS gegeneinander spielten. Der Vaasan PS konnte sich in diesem Derby nach einem 2:2 im Hinspiel knapp mit 3:2 gegen Vaasa IFK durchsetzen und stieg somit auf.

## Teilnehmende Mannschaften
| Langname             | Kürzel | Ort      | Vorjahr    |
| -------------------- | ------ | -------- | ---------- |
| HJK Helsinki         | HJK    | Helsinki | Meister    |
| Helsingin Palloseura | HPS    | Helsinki | 2. Platz   |
| Helsingfors IFK      | HIFK   | Helsinki | 3. Platz   |
| Viipurin Sudet       | Sudet  | Viipuri  | 4. Platz   |
| Helsingin Toverit    | HTV    | Helsinki | 5. Platz   |
| Turku PS             | TPS    | Turku    | 6. Platz   |
| Vaasa IFK            | VIFK   | Vaasa    | Aufsteiger |
| Turun UL             | IFD    | Turku    | Aufsteiger |

## Abschlusstabelle
| Pl. | Verein               | Sp. | S | U | N  | Tore    | Quote | Punkte |
| --- | -------------------- | --- | - | - | -- | ------- | ----- | ------ |
| 1.  | Helsingfors IFK      | 14  | 8 | 5 | 1  | 048:160 | 3,00  | 21:70  |
| 2.  | HJK Helsinki (M)     | 14  | 8 | 4 | 2  | 058:240 | 2,42  | 20:80  |
| 3.  | Viipurin Sudet       | 14  | 5 | 6 | 3  | 033:270 | 1,22  | 16:12  |
| 4.  | Helsingin Palloseura | 14  | 5 | 5 | 4  | 030:250 | 1,20  | 15:13  |
| 5.  | Helsingin Toverit    | 14  | 6 | 3 | 5  | 030:340 | 0,88  | 15:13  |
| 6.  | Turku PS             | 14  | 5 | 4 | 5  | 032:350 | 0,91  | 14:14  |
| 7.  | Vaasa IFK (N)        | 14  | 2 | 4 | 8  | 022:490 | 0,45  | 08:20  |
| 8.  | Turun UL (N)         | 14  | 1 | 1 | 12 | 012:550 | 0,22  | 03:25  |

| (M) | amtierender Meister |
| (N) | Neuaufsteiger       |

## Kreuztabelle
| 1937 | 1937                 | HIF | HJK | SUD | HPS | HTV | TPS | IFV  | TUL |
| 1.   | Helsingfors IFK      |     | 3:4 | 1:1 | 2:2 | 5:0 | 4:0 | 6:0  | 9:0 |
| 2.   | HJK Helsinki         | 1:3 |     | 5:1 | 2:2 | 3:4 | 2:2 | 10:1 | 2:0 |
| 3.   | Viipurin Sudet       | 3:3 | 2:2 |     | 0:2 | 5:1 | 5:4 | 0:0  | 8:1 |
| 4.   | Helsingin Palloseura | 2:2 | 1:7 | 1:1 |     | 1:3 | 1:1 | 1:2  | 4:0 |
| 5.   | Helsingin Toverit    | 2:2 | 2:5 | 1:2 | 3:2 |     | 2:2 | 4:2  | 3:2 |
| 6.   | Turku PS             | 1:4 | 2:2 | 3:1 | 1:3 | 0:3 |     | 5:2  | 3:0 |
| 7.   | Vaasa IFK            | 0:2 | 1:7 | 2:2 | 1:4 | 1:1 | 3:4 |      | 5:1 |
| 8.   | Turun UL             | 0:2 | 0:6 | 1:2 | 0:4 | 2:1 | 3:4 | 2:2  |     |

## Relegation
Die Spiele fanden am 10. und 17. Oktober 1937 statt.
|           | Gesamt |           | Hinspiel | Rückspiel |
| --------- | ------ | --------- | -------- | --------- |
| VPS Vaasa | 5:4    | Vaasa IFK | 2:2      | 3:2       |

VPS Vaasa stieg auf, Vaasa IFK musste absteigen.

## Torschützenkönig
Aatos Lehtonen vom HJK Helsinki wurde nach 1935 und 1936 zum dritten Mal in Folge Torschützenkönig. Aatos Lehtonen erzielte 25 Tore und damit beinahe die Hälfte aller Tore des HJK Helsinkis.